# Inocente de ti
Inocente de ti é uma telenovela mexicana inicialmente exibida na Univision e posteriormente na Televisa, entre 8 de novembro de 2004 e 6 de maio de 2005, em 130 capítulos, substituindo Amar otra vez e sendo substituída por Piel de otoño. É baseada na radionovela Enamorada, de Inés Rodena, sendo um remake de María Mercedes, exibida em 1992, respectivamente. A obra é a estreia de Nathalie Lartilleux como produtora executiva da Televisa em colaboração com a Fonovideo Productions.
A trama é protagonizada pela sobrinha da atriz Thalia (que foi a protagonista da versão de 1992) Camila Sodi e Valentino Lanús e antagonizada por Helena Rojo, Carolina Tejera, Abraham Ramos e Karla Álvarez. Com as demais atuações de Lupita Ferrer, Ricardo Blume, Alma Delfina, Salvador Pineda, Altair Jarabo, Virna Flores e Luis José Santander.

## Enredo
Florecita inicia uma viagem a partir do México para os E.U.A. com sua avó Cleotides e sua irmã Isela. Todas elas vão para os Estados Unidos para reunirem-se com seu pai, Ruben, e dois irmãos, Rodrigo e Victor, que atualmente vive em Miami. Durante esta viagem enfrentam dificuldades e sofrimentos porque sua avó morre no deserto. Ambas as meninas têm de enterrar sua avó no deserto e continuar seu caminho para Miami com tristeza no seu coração, mas sem renunciar à esperança. Depois de enfrentarem momentos difíceis, finalmente chegar em Miami, e lá elas descobrem que seu pai é um alcoólatra.
Além disso, na mesma cidade vive Gabriela, a mãe de Flor, a quem seus filhos acreditam estar morta. Gabriela casou-se novamente e é agora uma famosa apresentadora de televisão. Um dia Florecita e Gabriela se conhecem sem saber quem são. Flor começa a trabalhar de imediato, vendendo flores na rua e limpando automóveis. Um dia no parque encontra Julio Alberto e sua amiga, Gloria, estão preparando-se para seu casamento. No mesmo dia encontram Flor, ele compra uma flor de Flor para Gloria. No dia de seu casamento, Gloria morre após o padre proclamarem-nos marido e mulher. O coração de Julio Alberto se torna frio e já não tem alegria. Ocasionalmente, andava pelo parque onde ele e Gloria caminhavam juntos e onde costumavam ser tão felizes. No parque às vezes via Flor e começa a falar-lhe. Pouco a pouco o sorriso da menina de flor inocente convence-o que a vida não está tão vazia.
Entretanto a mãe de Julio Alberto, Rebeca, vive com suas três crianças na casa de sua irmã gêmea Raquel, e Rebeca está esperando silenciosamente a morte de sua irmã. Raquel que sabe que está com o câncer, destruirá sua irmã e deixará toda sua fortuna à menina Flor, apenas para que Rebeca não tenha qualquer centavo de sua fortuna. No dia em que é lido seu testamento, Rebeca fica furiosa ao saber que sua irmã deu todo seu dinheiro a essa favelada. Acreditando ser a única maneira de recuperar o dinheiro, ela faz seu filho conquistar Flor.

## Elenco
- Camila Sodi - Flor de María "Florecita" González de Castillo / Flor de María González Linares-Robles
- Valentino Lanús - Julio Alberto Castillo Linares-Robles
- Helena Rojo - Rebeca Linares-Robles / Raquel Linares-Robles viúva de Castillo
- Karla Álvarez - Aurora Conti Arizmendi
- Lupita Ferrer - Gabriela Smith
- Carolina Tejera - Nuria Zaval Montero
- Luis José Santander - Sergio Dalmacci Rionda
- Ricardo Blume - Armando Dalmacci
- Altair Jarabo - Isela González
- Abraham Ramos - Efraín Castillo Linares-Robles
- Katie Barberi - Mayte Dalmacci
- Marita Capote - Coromoto
- Toño Mauri - Sebastián Rionda
- Salvador Pineda - Rubén González
- Alma Delfina - Lupe
- Karla Monroig - Gloria del Junco
- Virna Flores - Virginia Castillo Linares-Robles
- Miguel Córcega - Licenciado Mauricio Riveroll
- Ariel López Padilla - Licenciado Gómez Riveroll
- Patricia Reyes Spíndola - Avó Cleotilde
- Dayana Garroz - Gladis
- Leonardo Daniel - Filemón
- Yul Bürkle - Douglas
- Eleazar Gómez - Víctor González
- Miguel Loyo - Rodrigo González
- Ilithya Manzanilla - Mónica Dalmacci
- Elodia Riovega - Chalia
- Manolo Coego - Zacarías
- Marisela Buitrago - Fe
- Fred Valle - William Smith
- Eddie Nava - Miguel
- Pilar Hurtado - Carmela
- Catalina Mesa - Violeta Barato
- Juan Carlos Gutiérrez - Azteca
- Jorge Luis Pascual - Omar
- Ariel Díaz - Manolo
- Carlos Yustis - Cándido
- Irene López - Gema
- Néstor Emmanuel - Porfirio
- Michael Scalli - Benigno
- Tania Vázquez - Pilar
- Harry Geithner - Gustavo
- Jorge Van Rankin - Pepe Toño
- Ismael La Rosa - Gilberto
- Carlos Mesber - Genaro
- Arianna Coltelacci - María del Socorro García
- Valerie Peshuta - Teresita

## Audiência
Obteve média geral de 14,8 pontos. 

## Prêmios

### Prêmio TVyNovelas de 2005
| Categoría                | Nomeada     | Resultado |
| ------------------------ | ----------- | --------- |
| Melhor atriz antagonista | Helena Rojo | Venceu    |

## Outras Versões
Inocente de ti é baseada na radionovela Enamorada escrita por Inés Rodena. Outras versões que foram feitas deste romance são:
- - La italianita, telenovela produzida pela RCTV (Venezuela) em 1973, dirigida por Juan Lamata e protagonizada por Marina Baura e Elio Rubens.
  - Rina, telenovela produzida por Valentín Pimstein para a Televisa (México) em 1977, dirigida por Dimitrio Sarrás e protagonizada por Ofelia Medina e Enrique Álvarez Félix.
  - Rubí rebelde, telenovela produzida pela RCTV (Venezuela) em 1989, dirigida por Renato Gutiérrez e protagonizada por Mariela Alcalá e Jaime Araque. Esta telenovela foi uma mistura desta história com La gata.
  - María Mercedes, telenovela produzida por Valentín Pimstein para a Televisa (México) em 1992, dirigida por Beatriz Sheridan e protagonizada por Thalía e Arturo Peniche.
  - Maria Esperança, telenovela produzida pelo SBT (Brasil) em 2007, dirigida por Henrique Martins e protagonizada por Bárbara Paz e Ricardo Ramory.
  - María Mercedes, produzida pela ABS-CBN (Filipinas) em 2013, dirigida por Chito S. Roño e protagonizada por Jessy Mendiola e Jake Cuenca.